# Xot gegant
El xot gegant (Otus gurneyi) és una espècie d'ocell de la família dels estrígids (Strigidae). Habita la selva humida i altres zones boscoses de les illes Dinagat, Siargao i Mindanao, a les Filipines. El seu estat de conservació es considera vulnerable.
S'ha considerat l'única espècie del gènere Mimizuku (Hachisuka, 1934).